# 말기의료
말기의료(末期醫療, End-of-life care)는 종말기의 의료 및 간호이다.

## 종말기의 정의
종말기라는 개념이나 말에 대해서는 한국의 법률, 일본의 법률, 유엔에서 채택된 조약, 후생노동성, 세계 보건기구, 의학학회등 모두, 공적으로 명확한 정의는 하고 있지 않다.
공적으로 명확한 정의가 없기 때문에, 종말기의 의미는 논자에 따라서 다르다. 일반적으로는 노쇠·질병·장해의 진행에 의해 죽음에 이르는 것을 회피하는 어떠한 방법도 없고, 예상되는 여생이 3개월 이내 정도의 의미로 표현되고 있다. 사고·재해·급성의 병에 의해 돌연사했을 경우나, 급성기의 병으로 몇 시간·몇 일간 정도로 죽음에 이르렀을 경우는, 사망일 이전에 여생 3개월 등으로 예상되는 상황은 아니기 때문에, 사망일부터 역산해 3개월 이내를 종말기라고는 표현하지 않는다. 앞에서 본 것과 같이 종말기는 누구라도 사망하기 이전에 반드시 발생하는 것이 아니고, 진행성의 노쇠·병·장해로 죽음에 이르는 경우에만 발생한다.

## 말기의료의 목적
종말기의 환자는 노쇠, 암, 알츠하이머병, 레비 작은 몸형 인지증, 근위축성 측색 경화증, 근 디스트로피, 파킨슨병 등의 진행에 의해, 특정의 장기의 기능 부전 또는 다장기 부전이 되어 있으므로, 의학적·생물적으로 연명은 불가능하고 연명치료는 행하지 않고, 병이나 장해로부터의 회복이나, 병이나 장해의 진행의 지연이나, 심신의 기능의 유지를 목적으로 하는 의료도 불가능하고 행하지 않는다.
종말기의 환자에 대해서 신체적 고통이나 정신적 고통을 완화·경감하는 것에 의해서, 인생의 질, 퀄리티 오브 라이프(QOL)를 유지·향상하는 것을 목적으로 하고, 의료적 처치(완화의료)에 가세해 정신적 측면을 중시한 종합적인 조치가 취하여진다.

## 말기의료를 실시하는 시설
말기 치료를 실시하는 시설로서는, 종말기의 완화 케어 병상, 만성기의 요양 병상, 노인 개호 시설, 장애자 개호 시설 등이 있다. 말기 치료를 전문에 실시하는 의료 시설은 호스피스라고도 불린다. 이 외래어의 어원인 영어 「hospice」의 원의는, 성지에의 순례자나 여행자를, 작은 예배당을 가진 교회가 묵게 한 순례 교회에서 나왔다. 환자나 가족이 재택 생활을 희망하는 경우는, 방문 의료·방문 간호에 의한 재택에서의 숙지 케어라는 방법도 있다.
일본의 의료 제도·개호 제도로서는, 말기 치료를 실시하는 시설로서 건강 보험이 적용되는 시설로서 호스피스, 의료요양병상, 개호보험이 적용되는 시설로서 개호요양병상, 개호요양형노인보건시설, 특별양호노인홈이 있다.

## 말기의료의 비용
일본의 신문·텔레비전 방송·잡지·서적의 보도로, 종말기의 연명 치료를 위해서 고액의 비용이 든다고 보도되고 있지만, 후생 노동성이 공개하고 있는 진료보수나개호보수에 근거해 상세·정확하게 표현된 것이 아니고, 종말기의 환자에게 연명 치료를 해 몇 년이나 연명시킨다고 하는 자기모순의 표현으로, 증거를 나타내지 않고 1개월에 몇 백만·몇 천만의 비용이 걸리는 등의 선정적인 표현으로 보도되어 기자의 힘써 공부하지 않음·무지·몰이해적에 의한 오인·오해나 의도적인 허위 보도의 하나다.
상기의 말기 치료의 목적과 같이 종말기에는 장기의 연명은 불가능하고, 대부분의 사람들의 경우는 통상은 종말기의 연명 치료는 실시하지 않지만, 쇼와 천황과 같이 특별한 사회적 지위의 사람의 경우는, 예외로서 종말기라도 연명 치료를 하는 사례가 있지만, 어떠한 연명 치료를 해도 3개월 전후의 연명이 한계로, 그 이상의 연명은 의학적·생물적으로 불가능하다.
본래 통상의 말기 치료에서는 완화 의료로 한정해 실시하므로, 회복·연명을 목적으로 하는 급성기 의료·회복기 의료나, 진행 지연·심신의 기능 유지·연명을 목적토스만성기 의료와 비교해 고액의 의료비나 개호비는 발생하지 않는다.

## 같이 보기
- 호스피스
- 완화의료
- 「죽는 순간」-말기 의료에 관심을 대는 사람들의 바이블로서 읽어지는 엘리자베스 큐브라=로스의 저서.